# Tratamiento terciario
El tratamiento terciario forma parte del proceso de depuración de una EDAR. El papel de este tratamiento en todo el proceso de depuración es el de higienizar y adecuar el agua para el consumo urbano y aplicaciones industriales que requieran la máxima pureza del agua.
Existen varios tipos, todos ellos con el mismo fin: mineralizar el agua reduciendo su ionización.

## Tipos
- Adsorción : Basados en la adición en la muestra de carbón activo, gel de sílice o alúmina. Sirven principalmente para eliminar detergentes, colorantes, disolventes clorados, olores y sabores.
- Intercambio iónico : Se intercambian aniones y cationes por otros respectivos orgánicos para conseguir mayor pureza en la muestra.
- Por membranas : Se hace pasar un flujo de agua por una membrana que separa los sólidos en suspensión (SS) disueltos. Cada tipo de membrana trabaja a una presión específica en función del nivel de filtración que se desea.

Tipos de membranas:
- Ultrafiltración y microfiltración: Distinguimos membranas del tipo MF (microfiltración) a una presión menor de 2 bares) y membranas del tipo UF (ultrafiltración) de 1 a 5 bares.
- Nanofiltración y ósmosis inversa: Distinguimos membranas del tipo NF (Nanofiltración) a una presión entre 5 a 15 bares y membranas del tipo OI (ósmosis inversa) de 15 a 70 bares.

- Electrodiálisis: Deja el agua totalmente pura sin ningún tipo de anión o catión.

- Datos: Q6152008